# Palác Ismaeli-Gabrielis
Palác Ismaeli-Gabrielis (chorvatsky Palača Ismaeli-Gabrielis, italsky Palazzo Ismaeli-Gabrieli) se nachází v chorvatském městě Korčula, které stojí na stejnojmenném ostrově. Je kulturní památka. Je evidována v katalogu chorvatských kulturních památek pod číslem Z-4585. 
Dvoupatrová budova s balkonem se nachází v samotném středu města. Je postavena, stejně jako tomu je v případě architektury východního jaderského pobřeží, z bílého kamene. Symetricky členěná fasáda má jeden nápadný balkon umístěný v prvním patře.
Palác byl vybudován v 16. století. Ve století dvacátém prvním byl rekonstruován za pomoci finančního přispění Dubrovnicko-neretvanské župy a po rekonstrukci se do něj vrátí opět městské muzeum Korčuly (chorvatsky Muzej Korčule). Před přestavbou byl palác ve velmi špatném stavu. Součástí stavebních prací byly i konzervátorsko-restaurační práce. Rekonstrukce byla uskutečněna nákladem ve výši 33,8 milionů HRK.